# Vejle Boldklub
Vejle Boldklub (forkortet VB eller Vejle B) er en dansk fodboldklub fra Vejle, der spiller i den bedste danske række 3F superligaen. Klubben blev grundlagt som cricketklub i 1891 og begyndte først som fodboldklub i 1902. I 1922 flyttede klubben ind på Vejle Stadion.
Klubben har vundet fem mesterskaber og seks pokal-titler igennem tiden. Den har desuden vundet the double - det vil sige både mesterskabet og landspokalen i samme sæson - to gange i hhv. 1958 og 1972.
Mesterskabet i 1972 betød at klubben i 1973 kunne debutere i Europacuppen for mesterhold. Det blev dog kun til en kort affære for klubbens deltagelse i turneringen, da klubben måtte se sig slået til belgiske Anderlecht i turneringens første kamp.
Fra og med 1911 har Vejle Boldklub spillet sine hjemmekampe i røde trøjer, hvide bukser og hvide strømper.

## Historie
Vejle Boldklub blev stiftet den 3. maj 1891 af 23 vejlensere. Ved stiftelsen var Vejle Boldklub en cricketklub. Fodbold kom først til i 1902.

### Den første guldalder
Årene fra 1910 til 1920 kaldes VB's første guldalder. Baggrunden herfor er, at VB i disse år syv gange var i finalen om det jyske mesterskab og vandt dette fire gange i 1912, 1913, 1914 og 1915. Periodens højdepunkt var i 1914, hvor VB kunne smykke sig med titlen provinsmester.
Også i 1916 og 1917 var klubben med i finalerne om det jyske mesterskab og slog således fast, at VB var datidens jyske storhold – en gylden epoke i klubbens mere end 100 år lange historie, der med rette omtales som den første guldalder.

### 1950’erne: Et gyldent årti
Mere end 15.000 betalende tilskuere var på plads på Vejle Stadion, da VB den 22. maj 1952 sikrede sig oprykning til 2. division i en nervepirrende kamp mod Odense KFUM. En af de bærende spillere på holdet var centerforwarden, Bent Sørensen, der sidenhen blev VB’s første landsholdsspiller.
Fire år senere kom en endnu større triumf i hus, da VB den 10. juni 1956 i Københavns Idrætspark foran 25.000 tilskuere mødte B93 i kampen om oprykning til Danmarks bedste række, 1. division. Den blev sikret med máner, da Bent Sørensen scorede et flot sejrsmål. VB spillede efterfølgende i den bedste danske række i samfulde 36 år, hvilket er rekord.
I 1958 fejrede VB klubbens hidtil største sejr. For første gang hjemførte VB det danske mesterskab. Men ikke nok med det. VB vandt også DBU's landspokalturnering og dermed The Double. Blandt profilerne på holdet var bl.a. Tommy Troelsen og Henning Enoksen.
15.000 tilskuere til VB's hjemmekampe på Vejle Stadion var ikke noget særsyn på den tid.[kilde mangler] Og de mange tilskuere fik valuta for pengene, som da KB blev slået 8-3, OB 7-2 og Skovshoved 7-1. Cheftræneren for det triumferende VB-mandskab hed Frits Gotfredsen, og det var under hans ledelse, at man i VB begyndte at udvikle den offensive spillestil, der sidenhen gjorde klubben populær i hele Danmark.[kilde mangler]
1959 bød også på store VB-triumfer. Størst var erobringen af DBU's landspokal, hvor modstanderen i finalen var AGF. 33.000 tilskuere mødte op i Idrætsparken til dysten mellem de to jyske storklubber. Kampen endte 1-1 efter forlænget spilletid, hvorefter klubberne måtte ud i ny dyst. Her vandt VB 1-0. Hvem der scorede sejrsmålet står den dag i dag som et ubesvaret spørgsmål. Både bolden, Henning Enoksen og et par AGF-spillere sprællede i nettet, men mål var der, og VB kunne løfte pokalen i vejret for andet år i træk.
Ved OL i Rom 1960 var fire VB-spillere udtaget til det danske fodboldlandshold: Henning Enoksen, Tommy Troelsen, Poul Jensen og Poul Mejer.Poul Jensen, Enoksen og Troelsen var med i finalen.- Poul Jensen var anfører for sølvholdet.

### 1970’erne: En triumfmarch
I 1971 fyldte VB 80 år, og spillerne gav klubben den bedst tænkelige fødselsdagsgave: Mesterskabstrofæet og VB's første billet til Europacuppen. Mesterskabet blev erobret i kraft af strålende fodboldspil, og allerede fire runder før sæsonafslutningen var triumfen i hus.
Publikum strømmede til klubbens kampe i denne sæson, hvor VB med offensiv charmefodbold markerede sig som et dejligt, friskt pust i dansk topfodbold. Blandt holdets mange profiler var Allan Simonsen, Flemming Serritslev og Karsten Lund. Ligesom i 1958 hed cheftræneren Frits Gotfredsen. Gotfredsen stoppede i VB efter den store triumf.
Året efter, i 1972, beviste VB, at klubben nu var landets absolut bedste fodboldklub. Det danske mesterskab i 1971 blev først fulgt op af en finalesejr i DBU's landspokalturnering, og efterfølgende fik mesterskabspokalen nok engang plads i klubhuset på Vejle Stadion – The Double.
Mesterskabet blev hjemført endnu mere suverænt end året før efter en forrygende efterårssæson med 10 sejre på stribe – der var ganske enkelt VB og så de andre. Efter ’72-sæsonen skiftede klubbens største profil, Allan Simonsen, til den tyske storklub, Borussia Mönchengladbach, hvor han i 1977 som den hidtil eneste dansker blev kåret til Årets Fodboldspiller i Europa.
I sæsonen 1975 indfriede VB ikke de store forventninger i 1. division. Men til gengæld blev alle forventninger indfriet i DBU's landspokalturnering, hvor VB for fjerde gang strøg til tops med en 1-0 sejr over Holbæk. Efter en høj aflevering fra Flemming Serritslev saksesparkede Gert Eg bolden i mål. Dermed blev VB deltager i Europa Cup'en for Pokalvindere.
Den 19. maj 1977 sikrede VB sig sin tredje pokaltriumf på kun seks år. Klubbens femte sejr i pokalturneringen kom i hus med en 2-1 sejr over B1909. VB's mål blev scoret af Ib Jacquet og Knud Nørregaard. Udover titlen betød sejren desuden, at VB kunne kalde sig Danmarks bedste pokalhold gennem tiderne. En status man overtog fra AGF.
I den følgende sæson, 1978, understregede VB sin topposition i dansk fodbold ved at hjemføre klubbens fjerde Danmarksmesterskab. Cheftræner, Poul Erik Bech, og hans succesmandskab kunne lade champagnepropperne springe på næstsidste spilledag, hvor forfølgerne – AGF og Esbjerg fB – ikke længere kunne hente VB. Blandt de fremtrædende spillere på guldholdet var bl.a. Alex Nielsen, Ulrik le Fevre og Tommy Hansen.

### 1980’erne: Pokalerne hentes til Vejle
VB blev i 1978 det første hold til at vinde Danmarksmesterskabet efter indførelsen af professionel fodbold i Danmark. Men i løbet af 1980’erne og 1990’erne viste det sig, at VB havde svært ved at omstille sig til de nye tider.
I starten af årtiet fortsatte VB dog i sporet fra de succesrige 70’ere. Den 28. maj blev Frem således besejret med 2-1 i landspokalfinalen. Dermed skrev VB dansk fodboldhistorie. Det var nemlig sjette gang, klubben blev vinder af turneringen. Det betød, at VB vandt den flotte pokal – danske klubber havde kæmpet om siden 1955 – til ejendom. Pokalen står i dag i klubhuset på Vejle Stadion.
I 1983 vendte Allan Simonsen tilbage til VB og blev tilmed kåret til som Europas tredje bedste spiller, da han spillede i klubben. Han var stærkt medvirkende til, at VB i 1984-sæsonen endnu engang skrev dansk fodboldhistorie ved for femte gang at sikre sig Danmarksmesterskabet. Dermed fik dansk fodbolds fornemste trofæ fast plads i pokalskabet på Vejle Stadion ved siden af pokalen for landspokalturneringen. Blandt de fremtrædende spillere på mesterholdet fra 1984 var udover Allan Simonsen en ung John Sivebæk og hjemvendte Steen Thychosen, der blev ligatopscorer med 24 fuldtræffere.
Efter nogle magre år blev VB i 1988 overtaget af ”de fire købmænd”, der bl.a. talte Dandy ejeren Holger Bagger Sørensen. Med købmændenes indtog kom der igen store ambitioner i klubben, hvor indkøb af spillere som Preben Elkjær, John Larsen og Keld Bordinggaard skabte drømme om en ny storhedstid. Men den nye cheftræner, Ebbe Skovdahl, kunne, på trods af mange fremragende spillere, ikke få holdet til at spille sammen.

### 1990'erne: Et sort 1991 og genrejsning af VB
Vejle Boldklubs 100 års jubilæum blev markeret på bedrøvelig vis med nedrykning for første gang siden 1956. De mange stjernespillere blev spredt for alle vinde og krisestemningen sænkede sig over Nørreskoven. Købmændene forlod klubben, men sikrede på vej ud at den var gældfri. Til at samle stumperne op efter Ebbe Skovdahl ansatte VB Allan Simonsen som cheftræner – en utaknemmelig opgave for Allan, der indledte trænerkarrieren med en fiasko.
I 1994 overtog klubbens tidligere storspiller og succestræner fra 1981-sæsonen, Ole Fritsen, roret efter Allan Simonsen. Ole Fritsen havde et godt kendskab til den store talentmasse i klubben, der talte spillere som Thomas Gravesen, Allan Gaarde, Alex Nørlund, Kaspar Dalgas og Peter Graulund. Ud fra dette kendskab gik Ole Fritsen i gang med at genopbygge holdet.
I 1995 var VB tilbage i den bedste række efter 3 års fravær. Ole Fritsens unge spillere overraskede positivt med flot, offensiv fodbold. I 1997 blev det til sølvmedaljer og to gange deltog VB i UEFA Cuppen under Ole Fritsens ledelse. For det flotte stykke arbejde modtog Ole i sæsonen 1997 prisen som Årets fodboldtræner i Danmark.

### 2000: En ny start
Ved årtusindskiftet rykkede VB for anden gang ud af Danmarks bedste række. Men allerede året efter var VB tilbage. Det blev dog kun til en lynvisit, da klubben allerede i 2002 måtte se sig degraderet til 1. division igen. Det blev indledningen til en dyb krise og i 2004 balancerede VB på kanten af degradering til 2. division. 
Yderligere stod klubben overfor en truende konkurs. I kølvandet på krisen fulgte en række desperate forsøg på at redde klubben gennem fusionsprojekter mod nord, syd, øst og vest.
I slutningen af 2004 rekonstruerede en række erhvervsfolk klubbens økonomi og lancerede den såkaldte 4 punkts plan – fire konkrete mål: Et nyt stadion, oprykning til Superligaen, indtægter på andet end fodbold og en ny sponsorstrategi. I foråret 2006 var VB tilbage i den bedste række. Men efter en miserabel sæsonstart med ni nederlag på stribe måtte VB igen forlade det gode selskab. Et flot forår indikerede dog, at VB var på rette vej, og optimismen blomstrede på ny i Nørreskoven.
Den optimistiske stemning i Vejle og opland medførte, at en række af trekantområdets mest velhavende erhvervsfolk engagerede sig i klubben og investerede betydelige beløb for at skabe en stærk organisation omkring klubben. Endvidere engagerede Vejle Kommune sig i indsatsen for at skabe moderne forhold for klubben.
Som følge heraf fik Vejle i foråret 2008 et nyt, moderne stadion i Nørreskoven. Vejle Stadion har kapacitet til 11.060 tilskuere og blev indviet d. 9. marts 2008 med en kvartfinale i Landspokalturneringen mod FC Midtjylland. Vejle Boldklub mener selv, at klubben råder over Danmarks mest moderne træningsanlæg VB Parken 
Den 5. juni 2008 satte VB ny rekord som historien mest suveræne oprykker fra 1. division/Viasat Divisionen . Oprykningen til Superligaen blev sikret med 78 point for 30 kampe. Men trods investeringer i profiler som Brian Priske og Rasmus Würtz blev det alligevel en kort visit i Superligaen, da de succesrige oprykkere fra 2008 kun formåede at vinde fem kampe i løbet af 2008/2009-sæsonen. Det rakte til en 11. plads og dermed nedrykning til næstbedste række.

### 2010: Mislykket klubsamarbejde
Den 8. december 2010 blev det besluttet at etablere et klubsamarbejde med Kolding FC. Samarbejdet blev en realitet i sommeren 2011, og klubbens navn blev ændret til Vejle Boldklub Kolding. Imidlertid blev samarbejdet ophævet igen den 18. april 2013, og klubben fortsatte som Vejle Boldklub .

### 2016: Udenlandske investorer i Nørreskoven
Den 28. juni 2016 meddelte Vejle Boldklub, at aktiemajoriteten (60%) i klubben var blevet opkøbt af Andrei Zolotko fra Moldova og dennes forretningspartner, Lucas Chang Jin, fra Kina, mens de resterende 40% var Klaus Eskildsens. Klaus er tidligere VB førsteholdsspiller og lokal erhvervsmand.
Zolotko var tidligere agent og stod bag flere handler i Danmark. Han har således repræsenteret blandt andre FC Midtjylland-spillerne Marco Ureña, Baba Collins og Izunna Uzochukwu.
Lucas Chang Jin var fortsat aktiv som agent med base i London for firmaet World in Motion/GK1. Han var ved overtagelsen fortsat agent for bl.a. de to tidligere verdensstjerner, Fabio Cannavaro og Ciro Ferrara, der begge havde gang i deres trænerkarriere i Kina. Han havde også andel i Peter Utakas skifte fra OB til kinesiske Dalian Aerbin i 2012. Han skulle senere sørge for, at Utaka også kom til VB.
De to nye ejere repræsenterede en større investorkreds. Den resterende aktieandel var ejet af Klaus Eskildsen Holding ApS med den tidligere VB-spiller Klaus Eskildsen, der er administrerende direktør i DanCake, i spidsen.
I forlængelse af den nye investorkreds blev svenske Andreas Alm ansat som VB-træner på en toårig aftale. Alm var tidligere træner i svenske AIK og havde også selv spillet som professionel i klubben.
Med de nye ejeres indtog ændrede spillertruppen sig desuden drastisk. 23 spillere forlod klubben og 22 nye spillere blev indlemmet i førsteholdstruppen i løbet af det første halvår i 1. division. Mange spillere kom fra ikke-europæiske lande, mens også mange af klubbens unge talenter fik spilletid.
Efter en halv sæson under de nye ejere lå klubben nummer 9 i 1. division. Fem point fra playoff-pladserne om oprykning og fire point fra nedrykning. De mange handler fortsatte i vinterens transfervindue, hvor syv spillere blev sendt væk og seks nye ansigter kom til. VB sluttede 2016/2017-sæsonen på en 9. plads og samarbejdet med cheftræner Andreas Alm blev opsagt efter blot én sæson.
I sommerpausen til 2017/2018-sæsonen hentede Vejle Boldklub italienske Adolfo Sormani som ny cheftræner. Ved vinterpausen førte holdet NordicBet Ligaen med tre point ned til den nærmeste forfølger. Samtidig solgte klubben topscorer Dominic Vinicius til kinesisk fodbold i en handel, der blev klubbens største salg nogensinde. Trods svingende resultater i foråret 2018, sluttede VB på førstepladsen i NordicBet Ligaen og rykkede dermed op i Superligaen.
Oprykningen til Superligaen blev dog også denne gang en kort fornøjelse. Efter et stærkt udlæg tabte holdet pusten og kort efter vinterpausen stoppede Adolfo Sormani i Vejle Boldklub. I stedet ansatte klubben den tidligere rumænske landsholdsspiller Constantin Gâlcă, men på trods af udskiftningen på trænersiden, måtte klubben rykke ned efter kun én sæson i Superligaen.
I sæsonen 2019/2020 lykkedes det for Gâlcă og klubben at rykke op igen, på trods af at der grundet strukturelle ændringer i Superligaen kun skulle findes én oprykker.
På trods af at Vejle tabte de 10 første kampe i Supeligaen 2024-25 overlevede de nedrykning i andensidste spillerunde.

### 2025: Tilbage på danske hænder
I begyndelsen af 2025 overgav majorityejer Andrew Zolotko sin ejerandel til en gruppe lokale investorer ledet af tidligere VB-anfører og storinvestor Klaus Eskildsen. Dermed er klubben igen i danske hænder, og flere lokale forretningsfolk er indtrådt i ejerkredsen.[kilde mangler]

## Europæisk historie

### Mesterholdenes Europa Cup
Vejle Boldklub har deltaget i Europas største klubturnering fire gange. Klubben spillede sin første store europæiske klubkamp i 1973, da man i Mesterholdenes Europa Cup mødte det belgiske Anderlecht i første runde af turneringen. I den første kamp på udebane scorede Finn Johansen to mål for VB, som dog tabte 4-2. Hjemme i Vejle endte returopgøret 0-3 og dermed tabte vejlenserne sammenlagt 7-2.
Klubben deltog sidenhen i turneringen yderligere tre gange. I den efterfølgende 1973/1974-sæson slog man således franske FC Nantes ud i første runde. Den første kamp i Vejle var endt 2-2, mens Knud Nørregaard scorede returkampens eneste mål, så Vejle Boldklub vandt med sammenlagt 3-2. I anden runde af turneringen tabte VB sammenlagt 0-1 til skotske Celtic, som endte med at gå hele vejen til semifinalen. Den første kamp i Skotland sluttede 0-0, mens kampen i Vejle endte med en skotsk sejr på 1-0.
I sæsonen 1979/1980 gik klubben også videre til anden runde i Mesterholdenes Europa Cup, da østrigske FK Austria Wien blev slået sammenlagt med 4-3 i første runde. I anden runde røg Vejle Boldklub ud til de jugoslaviske mestre fra Hajduk Split med sammenlagt 2-4.
I sæsonen 1985/1986 tabte klubben i første runde med sammenlagt 2-5 til Steaua Bukarest, som også endte med at vinde finalen over FC Barcelona i den sæson. På Vejle Stadion førte VB ellers den første kamp 1-0 på mål af Julian Barnett helt ind til det 89. minut, hvor rumænerne fik udlignet. Returopgøret tabte VB med 1-4. Allan Simonsen scorede vejlensernes mål.

### Pokalvindernes Europa Cup
Klubbens hidtil bedste europæiske resultat kom i 1978, da VB nåede hele vejen til kvartfinalen i Pokalvindernes Europa Cup. Undervejs havde Vejle Boldklub slået Progrès Niedercorn fra Luxembourg (10-0) og græske PAOK (4-2) ud. I kvartfinalen var hollandske FC Twente dog for stor en mundfuld og VB tabte sammenlagt med 7-0. det var kun tredje gang i historien, at en dansk klub var nået til en kvartfinale i en europæisk klubturnering.
To sæsoner forinden var VB også røget ud af turneringen til et hollandsk hold. Dengang blev FC Den Haag overmand i første runde med en sejre på samlet 4-0. I sæsonen 1981/1982 mødte VB den portugisiske storklub FC Porto i første runde. På Vejle Stadion vandt VB med 2-1 på mål af Tommy Andersen og Gert Eg. I Portugal tabte man dog 3-0 på tre scoringer i anden halvleg. Dermed blev det til et sammenlagt nederlag på 5-1.

### UEFA Cup
Klubbens seneste optræden i Europa var i UEFA Cup i sæson 1998/1999. Her mødte man rumænske Oțelul Galați i den anden kvalifikationsrunde og vandt både på hjemmebane og udebane med 3-0, så man samlet set gik videre med 6-0.
I første runde af hovedturneringen var modstaden straks større, da VB trak spanske Real Betis, som netop havde købt brasilianske Denílson og gjort ham til verdens dyreste fodboldspiller. På hjemmebanen på Odense Stadion gav indskiftede Peter Graulund VB et perfekt udgangspunkt inden returopgøret, da han scorede kampens eneste mål i det 86. minut gjorde det til resultatet 1-0. I returopgøret i Sevilla tabte VB klart med 5-0 og var dermed ude af turneringen.
I 1990/1991-sæsonen røg VB ud i første runde af turneringen med et samlet nederlag på 4-0 til Admira Wacker fra Østrig. I 1997/1998 havde VB kvalificeret sig til UEFA Cup via sølvmedaljerne i Superligaen. I første runde tabte man dog 1-0 ude til israelske Hapoel Petah Tikva efter at have spillet 0-0 hjemme i Vejle.
| Mesterholdenes Europa Cup          | Pokalvindernes Europa Cup | UEFA Cup                  | Intertoto Cup                                                          |
| ---------------------------------- | ------------------------- | ------------------------- | ---------------------------------------------------------------------- |
| 1972–73, 1973–74, 1979–80, 1985–86 | 1975–76, 1977–78, 1981–82 | 1990–91, 1997–98, 1998–99 | 1967, 1971, 1972, 1973, 1974, 1975, 1978, 1979, 1985, 1988, 1989, 1990 |

Kilde: UEFA.com, 2018,

## Logo og farver
Da fodbold i 1902 blev en del af Vejle Boldklub var spilletrøjerne blå. Fem år senere, i 1907, skiftede VB farven på trøjerne fra at være hvid og blåstribet, til at være helt hvide. Under disse farver optrådte de frem til 1911, hvor Vejle fik deres røde spillertrøjer, som der også spilles med den dag i dag. Iført disse nye røde spillertrøjer vandt VB sit første mesterskab, det jyske mesterskab 1911-12, og det siges, at denne succes, er årsagen til at klubben har valgt at fastholde den røde spillertrøje.
I 1977 indgik Vejle Boldklub, et år før betalt fodbold blev indført i Danmark, en sponsoraftale med Hummel og Intersport/HC Sport. Denne aftale betød at klubben fremover skulle have sine spilledragter designet af Hummel og leveret af Intersport/HC Sport i Vejle. Da aftalen blev forlænget den 29. oktober 2009, var det ikke kun klubbens største tøjaftale, men også den længst løbende sponsoraftale i Danmark.
Ved indgangen til 2006-07 sæsonen af Superligaen præsenterede Vejle en ny hovedsponsor, den største i klubbens historie. I stedet for en traditionel hovedsponsor, blev det en gruppe af sponsorer samlet under navnet Champions Club som overtog hovedsponsoratet i klubben. Det var første gang et sådan tiltag var set i dansk idræt. I stedet for at få trykt sit logo på spillertrøjerne valgte medlemmer af Champions Club at forsiden af trøjerne skulle bruges til at profilere spændende aktiviteter i Vejle, kulturelle begivenheder eller humanitære formål. Som det ses på billedet til højre, er Ulrik Balling iført en sådan trøje, med det humanitære formål at "Vejle siger nej til racisme". Champions Club eksisterer fortsat som sponsor for klubben i dag, men hovedsponsoratet har tilhørt forskellige andre siden. Sponsorgruppens logo har i de seneste mange sæsoner været udsmykket på brystet af spillerdragterne i modsatte side af hvor klubbens logo er placeret.
I foråret 2015 præsenterede Vejle, de to virksomheder VTK og BLITE som ny hovedsponsor i klubben. Deres logoer prydede derfor i de næste par sæsoner forsiden på Vejles spillerdragter. Direktøren af disse virksomheder er Johnny Kristiansen, som tidligere har været både hovedsponsor i klubben med sin virksomhed Toprengøring og stadionsponsor med Jokri A/S. Egentlig udløb hovedsponsoratet ved slutningen af 2016/17 sæsonen, men Johnny Kristiansen valgte at forlænge sponsoratet til slutningen af sæsonen 2017/18.
Den 21. juni 2018, kunne Vejle, som led i forberedelserne til deres tilbagevenden til Superligaen, præsentere ny hovedsponsor. Hovedsponsoratet blev tegnet af Arbejdernes Landsbank og AL Finans, og deres logoer vil derfor præge VB-trøjen de næste tre sæsoner. Samtidigt præsenterede klubben sin nye udebanetrøje, som hovedsageligt er sort, men med lidt hvide markeringer på skuldre, bryst og ærmer. Desuden er VB's eget logo placeret på venstre bryst, Hummels logo på højre bryst, samt en af de nye hovedsponsores logo lige under disse, på den øverste del af maven. Klubben vil endvidere løfte sløret for sin nye røde hjemmebanetrøje den 27. juni 2018. De har desuden besluttet, at der kun spilles i udebanetrøjen, såfremt dommeren skønner dette nødvendigt.

### Udvikling af trøjer
| \| \| \| \| \| \| \| \| \| \| \| \| |              |              |
| 1902–07[A]                          |              |              |
| Team colours                        | Team colours | Team colours |
| Team colours                        |              |              |
| Team colours                        |              |              |

| Team colours | Team colours | Team colours |
| Team colours |              |              |
| Team colours |              |              |

| \| \| \| \| \| \| \| \| \| \| \| \| |              |              |
| 1902–07[A]                          |              |              |
| Team colours                        | Team colours | Team colours |
| Team colours                        |              |              |
| Team colours                        |              |              |

| Team colours | Team colours | Team colours |
| Team colours |              |              |
| Team colours |              |              |

| \| \| \| \| \| \| \| \| \| \| \| \| |              |              |
| 1907–11                             |              |              |
| Team colours                        | Team colours | Team colours |
| Team colours                        |              |              |
| Team colours                        |              |              |

| Team colours | Team colours | Team colours |
| Team colours |              |              |
| Team colours |              |              |

| \| \| \| \| \| \| \| \| \| \| \| \| |              |              |
| 1911–nu[B]                          |              |              |
| Team colours                        | Team colours | Team colours |
| Team colours                        |              |              |
| Team colours                        |              |              |

| Team colours | Team colours | Team colours |
| Team colours |              |              |
| Team colours |              |              |

Noter
1. ^ Forskellige kilder modsiger hinanden. Nogle siger trøjerne var helt blå, mens andre beskriver dem som hvid og blåstribede.
2. ^ I tidens løb har formen ændret sig lidt, men de røde trøjer, hvide shorts og hvide sokker har altid været bibeholdt siden.

## Stadion
Uddybende artikel: Vejle Stadion.
Vejle Boldklub spillede oprindeligt på sportspladsen ved Horsensvej; det gjaldt kampe såvel som træning. Sportslivet i Vejle blomstrede i begyndelsen af 1900-tallet og på initiativ af Samvirkende Idrætsklubber i Vejle (SIV) påbegyndtes i 1921 forhandlinger med Vejle Kommune om en ny idrætspark. Den 25. november 1921 blev arbejdet igangsat som nødhjælpsarbejde, og to år senere stod arbejdet i Nørreskoven færdigt. Den officielle indvielse fandt dog først sted den 1. juni 1924. I 1939 blev der opført en trætribune, der imidlertid nedbrændte i 1951. I 1953 kom så en siddetribune med 900 pladser; yderligere tribuneafsnit blev føjet til i 1959 og i 1960 blev der etableret lysanlæg. Det gamle træklubhus blev i 1966 erstattet af et nyt, hvorefter den gamle bjælkehytte blev genopført ved Sellerup Strand, men nedbrændte i 1998. I 1970 overtog Vejle Kommune den fulde drift, som indtil da havde været varetaget af SIV.
I 1995 brød et rækværk sammen på siddetribunen under en kamp mod Brøndby og 28 personer måtte til behandling på Vejle Sygehus. Dette var blot en af mange grunde til, at der i Vejle var et stort ønske om et nyt stadion til afløsning af det da mere end 70 år gamle stadion. Der skulle dog gå endnu 11 år inden byggeriet af et nyt stadion kom i sving.
Den 9. marts 2008 kunne det nye stadion indvies. Vejles nye stadion er et lille, intimt og moderne stadion, der er helt lukket. Tilskuerne sidder helt tæt på banen for at give den bedste stemning. I to af hjørnerne er der opført erhvervstårne med kontorfaciliteter. Stadionet er bygget lige ved side af det gamle stadion som fortsat skulle fungere som atletikstadion, mens det nye udelukkende bliver brugt til fodbold og koncerter. Vejles nye stadion blev tegnet af Årstiderne Arkitekter der vandt licitationen. De havde et budget på 75 millioner kroner til opførslen af hele stadion, der udgør 15.000 kvm. Med en tilskuerkapacitet på 11.060, opfylder Vejle Stadion det minimumskrav der på opførselstidspunktet var til et SAS-liga stadion.

## Fans
Vejle Boldklubs nuværende officielle fanklub, "The Crazy Reds" (TCR), blev stiftet i 1995, som en naturlig afløser til "VB's Fanklub", som blev stiftet i 1978, og som var Danmarks ældste fanklub. Da fanklubben blev stiftet den 18. september 1995, var navnet "VB Support", men allerede i løbet af efteråret 1995 blev det ændret til dets nuværende form, "The Crazy Reds". Det første år havde fanklubben 100 medlemmer, men i løbet af de næste par sæsoner voksede medlemstallet støt i takt med gode præstationer for Vejle Boldklub.
TCR opnåede deres hidtil største medlemstal i 1999, hvor fanklubben rundede 1500 medlemmer. Herefter har medlemstallet i en lang årrække været meget svingende i takt med holdets præstationer, men i 2011 faldt medlemstallet drastisk. Dette skyldtes klubbens fusion med Kolding FC, hvilket resulterede i at fanklubbens medlemstal faldt til 200, som er det laveste antal medlemmer siden stiftelsen af fanklubben i 1995. Efter Kolding FC, i 2013, trak sig ud af fusioneringen, og det atter engang hed Vejle Boldklub, har flere medlemmer tilknyttet sig fanklubben. De seneste års mange elevator-ture mellem Superligaen og 1. division, har dog betydet at det har været vanskeligt at fastholde medlemmer i fanklubben, hvorfor medlemsantallet blot ligger mellem 200-300 medlemmer.

### Rivaler
Lokalopgør lever sit eget liv. Vi ved, at formkurver og stillingen i tabellen ikke har den store betydning her. Det bliver et rigtigt lokalopgør, med alt hvad det indebærer.
Vejle Boldklub har rivalopgør mod to klubber fra lokalområdet, AC Horsens og FC Fredericia. Ligesom Vejle har Horsens de seneste år haft en del elevator-turer mellem Superligaen og 1. division. Fredericia har derimod aldrig spillet på højere niveau end 1. division. Lokalopgørerne afspejler oftest ikke klubbernes egentlige form, men er i stedet et udtryk for spillernes mentalitet og fightervilje. I og med Vejle og Horsens begge har oplevet elevator-ture de seneste år, har de to hold konkurreret om, at undgå nedrykning fra landets bedste fodboldrække.
Klubbernes fans går meget op i rivaliseringerne, og mange af dem anser det som en forræderisk handling at skifte til en af de rivaliserende klubber. Rivaliseringen, især mellem Horsens og Vejle, har været så kraftig, at et skifte mellem klubberne af nogle af klubbens fans er blevet mødt med chikanering. Dette var tilfældet for den tidligere Vejle-målmand Kristian Fæste, der ikke fik fornyet sit kontrakt, i sommeren 2016, og derfor søgte nye veje hos rivalerne i Horsens. Tilhængere af Vejle mødte op på målmandens hjemmeadresse i Aarhus og chikanerede ham med tilnærmelser samt ophængning af klistermærker på døren, hvilket forstyrrede hans kæreste og sit eget privatliv. Fæste udtaler selv at reaktionen fra, hvad han mener må være nogle få VB-tilhængere, ikke harmonerer med hans billede af klubben, da VB fans plejer at være trofaste og loyale.

Da Kolding IF i sæsonen 19/20 vendte tilbage til 1. division, skabte det en del problemer, da de tre store byer i trekantsområdet derfor var samlet. Lokale hardcore-fans fra hver af de tre byer voksede i antal, og kampene blev overskygget af ballade før, under og efter kampene.

## Spillere

### Nuværende A-trup
Oversigten er senest opdateret den 20. Mars 2025.
| Nr. | Land                        | Position | Spiller             |
| --- | --------------------------- | -------- | ------------------- |
| 2   | Danmark                     | FO       | Thomas Gundelund    |
| 3   | Chile                       | FO       | Miiko Albornoz      |
| 5   | Gambia                      | MI       | Hamza Barry         |
| 7   | Demokratiske Republik Congo | AN       | Yeni Ngbakoto       |
| 8   | Danmark                     | MI       | Tobias Lauritsen    |
| 9   | Holland                     | AN       | Jelle Duin          |
| 10  | Danmark                     | MI       | Kristian Kirkegaard |
| 11  | Gambia                      | AN       | Musa Juwara         |
| 13  | Bulgarien                   | FO       | Stefan Velkov       |
| 14  | Holland                     | FO       | Damian Van Bruggen  |
| 16  | Danmark                     | FO       | Andreas Tomaselli   |

| Nr. | Land       | Position | Spiller                               |
| --- | ---------- | -------- | ------------------------------------- |
| 17  | Grækenland | AN       | Dimitrios Emmanouilidis               |
| 18  | Danmark    | AN       | Anders K. Jacobsen (Lånt fra Horsens) |
| 22  | Danmark    | FO       | Anders Sønderskov                     |
| 23  | Danmark    | FO       | Lasse Flø                             |
| 24  | Danmark    | MM       | Tobias Jakobsen                       |
| 25  | Kroatien   | FO       | Luka Hujber                           |
| 29  | Finland    | FO       | Richard Jensen                        |
| 31  | Slovenien  | MM       | Igor Vekić                            |
| 33  | Ghana      | AN       | Emmanuel Yeboah                       |
| 34  | Albanien   | MI       | Lundrim Hetemi                        |
| 37  | Danmark    | AN       | Christian Gammelgaard                 |
| 38  | Kroatien   | FO       | David Čolina (Lånt fra Augsburg)      |
| 45  | Rusland    | AN       | German Onugkha                        |
| 59  | Danmark    | FO       | Marius Elvius                         |
| 71  | Japan      | MI       | Masaki Murata                         |
| 99  | Danmark    | MM       | Gustav Knudsen                        |

### Andre spillere på kontrakt
| Nr. | Land    | Position | Spiller        |
| --- | ------- | -------- | -------------- |
| —   | Rusland | AN       | German Onugkha |

### Udlejede spillere
| Nr. | Land | Position | Spiller |
| --- | ---- | -------- | ------- |

| Nr. | Land | Position | Spiller |
| --- | ---- | -------- | ------- |

#### Transferhistorie
| 0Sæson 2018/19 | 0Sæson 2018/19 |
| --- | --- |
| 1. Tobias Mølgaard – Fri transfer fra Thisted FC 2. Lucas From – Oprykket fra egne rækker 3. Adam Jakobsen – Transfer fra Boldklubben Frem 4. Thomas Gundelund – Oprykket fra egne rækker 5. Vladis Emmerson – Transfer fra FC Olimpik Donetsk 6. Gustaf Nilsson – Transfer fra Brøndby IF 7. Felix Örn Friðriksson – Lejeophold fra ÍBV Vestmannaeyjar 8. Melker Hallberg – Transfer fra Udinese Calcio 9. Sean Murray – Fri transfer fra Colchester United 10. Vitorien Adebayor – Lejeophold fra International Allies F.C. 11. Vladlen Yurchenko – Fri transfer fra Bayer Leverkusen 12. Nathan Oduwa – Fri transfer fra NK Olimpija | 1. Peter Utaka – Kontraktudløb 2. Nicolaj Ritter – Kontraktudløb 3. David Arshakyan – Ophævet kontrakt 4. D'Avila Ba Loua – Retur til ASEC Mimosas (lejemål) 5. Kim Elgaard – Kontraktudløb 6. Christian Kudsk – Skiftet til Thisted FC (lejemål) 7. Alexandru Boiciuc – Skiftet til FC Sheriff Tiraspol (lejemål) 8. Simone Branca – Skiftet til AS Cittadella 9. Jonas Andersen – Skiftet til Kolding (lejemål) 10. Mohammed Al-Hardan – Skiftet til FC Sfintul Gheorghe (lejemål) 11. Nicolaj Madsen – Kontrakt ophævet 12. Vitorien Adebayor – Kontrakt ophævet |

| 0Sæson 2017/18 | 0Sæson 2017/18 |
| --- | --- |
| 1. Nicolaj Madsen – Fri transfer fra SønderjyskE 2. Rasmus Lauritsen – Fri transfer fra Skive 3. Ylber Ramadani – Skiftet fra FK Partizani Tirana 4. Mads Greve – Skiftet fra Vendsyssel FF 5. Sebastian Bruhn – Fra egne rækker 6. Kasper Nøhr – Fra egne rækker 7. Thomas Hagelskjær – Skiftet fra AGF 8. Victor Wernersson – Skiftet fra Syrianska FC 9. Dino Hodzic – Fri transfer fra Zmaj Makarska 10. Björn Daníel Sverrisson – Lejeophold fra AGF 11. Mads Lauritsen – Skiftet fra Thisted FC 12. Erick Farias – Skiftet fra Grêmio 13. Thomas Gundelund – Fra egne rækker 14. Alexandru Boiciuc – Skiftet fra FC Milsami Orhei 15. Simone Branca – Skiftet fra US Alessandria 16. David Arshakyan – Fri transfer fra Chicago Fire 17. Nicolaj Ritter – Fri transfer fra SønderjyskE 18. Peter Utaka – Fri transfer fra FC Tokyo 19. Bubacarr "Steve" Trawally – Fri transfer fra Yanbian Funde 20. Gianluca Zanette – Fri transfer fra Figueirense FC | 1. Steffen Kielstrup – Indstillet karrieren 2. Michael Lansing – Skiftet til AaB 3. David Lazar – Kontraktudløb 4. Simon Nagel – Kontraktudløb 5. Gaël Ondoua – Kontraktudløb 6. Mario Álvarez – Kontraktudløb 7. Yue Xin – Retur til Hangzhou Greentown (lejemål) 8. Chen Zirong – Retur til Guangzhou R&F (lejemål) 9. Artem Favorov – Retur til Zirka (lejemål) 10. Jacob Egeris – Ophævet kontrakt 11. Patrick B. Rasmussen – Ophævet kontrakt 12. Lucas Maia – Skiftet til Birkirkara FC 13. Juan Diego Gutiérrez – Udlejet til Gefle IF 14. Dino Hodzic – Udlejet til FC Fredericia 15. Hu Ruibao – Udlejet til SV Damrstadt 98 16. Oliver Drost – Udlejet til AC Horsens 17. Anders Egholm – Ophævet kontrakt 18. Victor Wernersson – Skiftet til IFK Göteborg 19. Björn Daníel Sverrisson – Retur til AGF (lejemål) 20. Juan Diego Gutiérrez – Skiftet til Sport Boys 21. Wang Xin – Skiftet til Guangzhou R&F FC 22. Oliver Drost – Skiftet til AC Horsens 23. Dominic Vinicius – Skiftet til Beijing BG 24. Erick Farias – Ophævet kontrakt 25. Sebastian Bruhn – Ophævet kontrakt 26. Hu Ruibao – Skiftet til Guangzhou Evergrande 27. Pan Qihao – Skiftet til Henan Jianye F.C. 28. Bubacarr "Steve" Trawally – Udlejet til Guizhou Hengfeng |

| 0Sæson 2016/17 | 0Sæson 2016/17 |
| --- | --- |
| 1. Pavol Bajza – Skiftet fra NK Zavrč 2. Michael Lansing – Skiftet fra Bucknell Bison 3. Jakob Henriksen – Rykket op fra U19 holdet 4. Anders Egholm – Skiftet fra Hobro IK 5. Jacob Egeris – Skiftet fra Viborg FF 6. Casper Bruun – Rykket op fra U19 holdet 7. Gaël Ondoua – Fri transfer 8. Jacob Schoop – Fri transfer 9. Juan Gutiérrez – Skiftet fra Universitario de Deportes 10. Adriel d’Avila Ba Loua – Skiftet fra ASEC Mimosas 11. Agon Mucolli – Rykket op fra U19 holdet 12. Christian Kudsk – Rykket op fra U19 holdet 13. Diego Mendivil – Skiftet fra Llaneros F.C. 14. Mario Álvarez – Skiftet fra Llaneros F.C. 15. Oliver Drost – Skiftet fra B93 16. Dominic Vinicius – Fri transfer 17. Sheka Fofanah – Skiftet fra Freetown City FC 18. Lucas Maia – Skiftet fra Resende FC 19. Juan Diego Li – Skiftet fra USM Porres 20. Yue Xin – På lån fra Hangzhou Greentown 21. Wang Xin – Skiftet fra Dalian Yifang 22. Chen Zirong – Skiftet fra Guangzhou R&F Elite 23. Alvaro Verwey – Skiftet fra S.V. Walking Boyz Company 24. Artem Favorov – På lån fra Zirka 25. Kerim Memija – Skiftet fra FK Željezničar 26. Allan Sousa – Skiftet fra Al-Markhiya 27. Imed Louati – Skiftet fra Hangzhou Greentown 28. Hu Ruibao – Skiftet fra Guangzhou Evergrande 29. David Lazar – Fri transfer | 1. Morten Haastrup Jensen – Indstillet karrieren 2. Kristian Fæste – Skiftet til Silkeborg IF 3. Anders Kure – Ukendt 4. Jacob Dehn Andersen – Skiftet til Viborg FF 5. Niels Bisp Rasmussen – Skiftet til Silkeborg IF 6. Daniel Norouzi – Skiftet til Sepahan FC 7. Antonio Stankov – Låneophold slut. Tilbage til Viborg FF 8. Derrick Nissen – Skiftet til Boldklubben Marienlyst 9. Kristian Gaarde – Skiftet til Valur Reykjavík 10. Jeppe Hansen – Kontraktudløb 11. Denis Fazlagic – Skiftet til KR Reykjavík 12. Hakan Redzep – Skiftet til Fremad Amager 13. Jesper Rasmussen – Låneophold slut. Tilbage til Esbjerg fB 14. Christian Sivebæk – Låneophold slut. Tilbage til Viborg FF 15. Oliver Thychosen – Låneophold slut. Tilbage til FC Nordsjælland 16. Martin Svensson – Skiftet til UMF Víkingur Ólafsvík 17. Marco Larsen – Låneophold slut. Tilbage til FC Midtjylland 18. Jóan Símun Edmundsson – Skiftet til OB 19. Thomas Mikkelsen – Låneophold slut. Tilbage til OB 20. Anders Kaagh – Skiftet til Fremad Amager 21. Moses Lamidi – Skiftet til BSV Schwarz-Weiß Rehden 22. Charles de Souza – Skiftet til Atlético Monte Azul (SP) 23. Jesper Fleckner – Kontrakt ophævet 24. Juan Gutiérrez – Udlejet til Universitario de Deportes 25. Juan Diego Li – Kontraktudløb 26. Jakob Henriksen – Kontraktudløb 27. Sheka Fofanah – Kontrakt ophævet 28. Diego Mendivil – Kontrakt ophævet 29. Ole Bisp Rasmussen – Kontrakt ophævet 30. Casper Bruun – Kontrakt ophævet |

| 0Sæson 2015/16 | 0Sæson 2015/16 |
| -------------- | -------------- |
|                |                |

| 0Sæson 2014/15 | 0Sæson 2014/15 |
| --- | -------------- |
| 1. Daniel Norouzi – Brøndby IF 2. Simon Nagel – Viborg FF 3. Anders Kaagh – Fri transfer 4. Jonas Hebo Rasmussen – Fri transfer 5. Kim Elgaard – Hobro IK |                |

| 0Sæson 2013/14 | 0Sæson 2013/14 |  |
| --- | --- |  |
| 1. Kristian Gaarde – Næsby Boldklub 2. Daniel Norouzi – Lejet i Brøndby IF 3. Morten H. Jensen – HB Køge 4. Viljormur Davidsen – FC Fredericia 5. Rasmus Hansen – Lejet i Randers FC 6. Rolf Toft – Lejet i AaB 7. João Pereira – FC Nordsjælland 8. Gerard Aafjes – Egne rækker 9. Derrick Nissen – PEC Zwolle | 1. Erik Marxen – AC Horsens 2. Jeppe Andersen – Esbjerg fB 3. Jens Berthel Askou – Esbjerg fB 4. Thomas Mikkelsen – FC Fredericia 5. Kasper Jensen – Silkeborg IF 6. Oliver Thychosen – FC Nordsjælland 7. Davíð Viðarsson – FG Hafnarfjordur 8. Jan Frederiksen – AB 9. Godwin Antwi – FK Bodø/Glimt 10. Bédi Buval – Académica Coimbra 11. Nikolaj Christensen – ? |  |

#### Anførere
Klubbens kamprekordindehaver, Gert Eg, overtog i 1978 anførerbindet fra Flemming Serritslev og beholdt det indtil han stoppede i 1983. Forud for mesterskabsæsonen 1984 genoptog Gert Eg dog karrieren og fik igen anførerbindet.
Siden 1990 har 16 forskellige spillere ageret anfører for Vejle Boldklub. Fra 1990-1998 var Finn Christensen, som har spillet tredjeflest kampe for klubben, anfører. Efter "Ferrari Finns" karrierestop i 1998 har klubbens længst siddende anfører været Steffen Kielstrup, som har båret anførerbindet af tre omgange i henholdsvis 2005, 2010–2012 og 2016–2017. Han overtog anførerbindet for sidste gang, da Niels Bisp Rasmussen forlod klubben ved udgangen af sæsonen 2015/16. Samtidigt blev Viljormur Davidsen gjort til viceanfører. Steffen Kielstrup indstillede sin karriere som spiller ved udgangen af 2016/17 sæsonen, hvilket naturligvis betød en udskiftning på anførerposten. Klubbens nye italienske træner Adolfo Sormani valgte Jacob Schoop som ny anfører.
| År        | Navn                 | Bemærkninger                        |
| --------- | -------------------- | ----------------------------------- |
| 1891-1978 | Ukendt               |                                     |
| 1978-1983 | Gert Eg              |                                     |
| 1983-1984 | Ukendt               |                                     |
| 1984      | Gert Eg              |                                     |
| 1984-1990 | Ukendt               |                                     |
| 1990-1998 | Finn Christensen     | Længst siddende anfører i nyere tid |
| 1998-2000 | Dan Sørensen         |                                     |
| 2000-2002 | Calle Facius         |                                     |
| 2003      | Klaus Eskildsen      |                                     |
| 2003      | Peter Degn           |                                     |
| 2004      | Peter Gravesen       |                                     |
| 2004-2005 | Carsten Hemmingsen   |                                     |
| 2005      | Steffen Kielstrup    |                                     |
| 2005-2006 | Jakob Bresemann      |                                     |
| 2007      | Klebér Saarenpää     |                                     |
| 2007-2008 | Bora Zivkovic        |                                     |
| 2008-2009 | Jimmy Nielsen        |                                     |
| 2010-2012 | Steffen Kielstrup    |                                     |
| 2012-2013 | Jens Berthel Askou   |                                     |
| 2013-2014 | Henrik Bødker        |                                     |
| 2015-2016 | Niels Bisp Rasmussen |                                     |
| 2016-2017 | Steffen Kielstrup    |                                     |
| 2017-2021 | Jacob Schoop         |                                     |
| 2021-2022 | Denis Kolinger       |                                     |
| 2022-     | Raul Albentosa       |                                     |

#### Flest optrædener
| #  | Navn               | Karriere                | Optrædener | Mål |
| -- | ------------------ | ----------------------- | ---------- | --- |
| 1  | Gert Eg            | 1973 – 1986             | 509        | 71  |
| 2  | Knud Sørensen (II) | 1971 – 1985             | 476        | 39  |
| 3  | Finn Christensen   | 1981 – 1983 1985 – 1998 | 457        | 27  |
| 4  | Niels Wodskou      | 1965 – 1982             | 388        | 1   |
| 5  | Alex Nielsen       | 1978 – 1987             | 327        | 0   |
| 6  | Jørgen Markussen   | 1966 – 1972             | 324        | 152 |
| 7  | Karsten Lund       | 1962 – 1973             | 310        | 140 |
| 8  | Poul Mejer         | 1950 – 1966             | 307        | 128 |
| 9  | Steffen Kielstrup  | 2002 – 2013 2016 – 2017 | 301        | 27  |
| 10 | John Sivebæk       | 1980 – 1985 1994 – 1995 | 296        | 41  |

Kilde: Vejle Boldklub

#### Flest mål
| #  | Navn             | Karriere                            | Optrædener | Mål | Mål per kamp |
| -- | ---------------- | ----------------------------------- | ---------- | --- | ------------ |
| 1  | Bent Sørensen    | Ukendt                              | 200        | 157 | 0.785        |
| 2  | Jørgen Markussen | 1966 – 1972                         | 324        | 152 | 0.469        |
| 3  | Karsten Lund     | 1962 – 1973                         | 310        | 140 | 0.452        |
| 4  | Tommy Troelsen   | 1957 – 1968                         | 257        | 130 | 0.506        |
| 5  | Poul Mejer       | 1950 – 1966                         | 307        | 128 | 0.417        |
| 6  | Charles Knudsen  | Ukendt                              | 205        | 119 | 0.58         |
| 7  | Willy Hansen     | Ukendt                              | 112        | 113 | 1.009        |
| 8  | Henning Enoksen  | 1957 – 1961                         | 132        | 111 | 0.841        |
| 9  | Allan Simonsen   | 1971 – 1972 1983 – 1989             | 282        | 104 | 0.369        |
| 10 | Steen Thychosen  | 1977 – 1978 1983 – 1985 1989 – 1992 | 252        | 101 | 0.401        |

Kilde: Vejle Boldklub

#### Tidligere spillere
For detaljer om tidligere spillere og danske landsholdsspillere fra VB, se Vejle Boldklub-spillere og Kategori:Fodboldspillere fra Vejle Boldklub.

#### Ballon d'Or
Følgende spillere har vundet eller været nomineret til Ballon d'Or, mens de har spillet for Vejle Boldklub:
- Allan Simonsen (blev nr. 3) - 1983

#### Yngste debutanter
| #  | Navn                | Alder       | Debutkamp                            |
| -- | ------------------- | ----------- | ------------------------------------ |
| 1  | Thomas Gundelund    | 16Å-0M-20D  | 26/11-2017: VB – Vendsyssel 4-1      |
| 2  | Mads Døhr Thychosen | 16Å-3M-9D   | 06/10-2013: VB – Hvidovre 2-0        |
| 3  | Mads Beierholm      | 16Å-4M-28D  | 12/04-2001: VB – Frem 0-0            |
| 4  | Steffen Kielstrup   | 16Å-6M-18D  | 06/05-2001: VB – Farum 3-4           |
| 5  | Boye Habekost       | 16Å-9M-7D   | 29/06-1985: VB – Lokomotiv Sofia 2-5 |
| 6  | Agon Mucolli        | 16Å-10M-9D  | 04/08-2015: Middelfart – VB 2-5      |
| 7  | Wahid Faghir        | 16Å-10M-15D | 13/06-2020: Kolding IF – VB 0-1      |
| 8  | Jeppe Hansen        | 17Å-0M-25D  | 28/07-2013: VB – Vendsyssel 1-3      |
| 9  | Patrick Rasmussen   | 17Å-1M-19D  | 14/08-2013: Varde – VB 1-2           |
| 10 | Arbnor Mucolli      | 17Å-2M-2D   | 17/11-2016: VB – Næstved 2-1         |

Kilde: Vejle Boldklub

## Klubbens personale
- Ejere: Andrei Zolotko repræsenterer majoriteten af aktiekapitalen i VB Alliancen A/S, medens den resterende andel ejes af Klaus Eskildsen Holding ApS.

### VB Alliancen A/S
- Bestyrelsesformænd: Andrei Zolotko (formand) og Klaus Eskildsen (næstformand)[43][44][45]
- Bestyrelsesmedlemmer: Lucas Chang Jin og Gert Eg[46]
- Direktør: Henrik Tønder [47]
- Økonomichef: Brian Kristensen
- Administrationschef: Helle Thychosen
- Salgschef: Mads Bro Hansen
- Teknisk chef: Johan Sandahl
- Kommunikationschef: Morten Pelch

### Trænerpersonale
- Cheftræner: Mihai Teja
- Assistenttrænere: Steffen Kielstrup
- Fysisk træner: TBA
- Målmandstræner: TBA
- Talentchef: Steen Thychosen[48][49]
- Teknisk chef: Johan Sandahl[50]

#### Øvrig stab
- Team Manager: Erik Knudsen
- Holdledere: Søren Thrane og Laurits Schytz
- Fysioterapeut: Asger Pedersen og Francesc Sucarrats
- Materialeforvalter: Finn Johansen[51]

### Trænerhistorie
| År        | Navn                                | Bemærkninger                                                      |
| --------- | ----------------------------------- | ----------------------------------------------------------------- |
| 1891–1951 | Ukendt                              |                                                                   |
| 1951-1952 | Frits Gotfredsen                    | Første fuldtidsansatte træner                                     |
| 1952-1956 | Kaj Hansen                          |                                                                   |
| 1957-1957 | Ejnar Jensen                        |                                                                   |
| 1958-1959 | Frits Gotfredsen                    |                                                                   |
| 1960-1961 | Tivadar Szentpetery                 | Første træner uden for Danmark                                    |
| 1962-1965 | Ernst Netuka                        |                                                                   |
| 1966-1969 | Bendt Jørgensen                     |                                                                   |
| 1970-1971 | Frits Gotfredsen                    |                                                                   |
| 1972-1973 | Jozef Szentgyörgyi                  |                                                                   |
| 1973-1976 | Ernst Netuka                        |                                                                   |
| 1976-1978 | Poul Erik Bech                      |                                                                   |
| 1979-1981 | Jürgen Wähling                      |                                                                   |
| 1981-1984 | Ole Fritsen                         | Længst siddende træner i klubbens historie                        |
| 1984-1987 | Poul Erik Bech                      |                                                                   |
| 1988-1990 | Ole Fritsen                         | Længst siddende træner i klubbens historie                        |
| 1990-1991 | Ebbe Skovdahl                       |                                                                   |
| 1991-1994 | Allan Simonsen                      |                                                                   |
| 1994-1999 | Ole Fritsen                         | Længst siddende træner i klubbens historie                        |
| 1999-1999 | Allan Michaelsen                    |                                                                   |
| 2000-2000 | Poul Erik Andreasen                 |                                                                   |
| 2000-2001 | Keld Bordinggaard                   |                                                                   |
| 2002-2003 | Frank Petersen                      |                                                                   |
| 2003-2003 | Henrik Brandenborg                  |                                                                   |
| 2003-2003 | Steen Thychosen                     |                                                                   |
| 2004-2004 | Jens Tang Olesen                    |                                                                   |
| 2004-2005 | Frank Andersen                      |                                                                   |
| 2005-2005 | Lasse Christensen & Jesper Søgaard  |                                                                   |
| 2006-2007 | Kim Poulsen                         |                                                                   |
| 2007-2009 | Ove Christensen                     |                                                                   |
| 2009-2009 | Lasse Christensen & Ole Schwennesen |                                                                   |
| 2009-2011 | Mats Gren                           |                                                                   |
| 2011-2011 | Viggo Jensen                        |                                                                   |
| 2011-2013 | Nicolai Wael                        |                                                                   |
| 2013-2013 | Kim Brink                           |                                                                   |
| 2013-2014 | Tonny Hermansen                     |                                                                   |
| 2014-2016 | Klebér Saarenpää                    |                                                                   |
| 2016-2016 | Steen Thychosen                     | Overtog trænergerningen midlertidigt i sæsonens sidste seks kampe |
| 2016-2017 | Andreas Alm                         |                                                                   |
| 2017-2019 | Adolfo Sormani                      |                                                                   |
| 2019-2021 | Constantin Gâlcă                    |                                                                   |
| 2021      | Carit Falch                         |                                                                   |
| 2021-2022 | Peter Sørensen                      |                                                                   |
| 2022-2024 | Ivan Prelec                         |                                                                   |
| 2024-2025 | Mihai Teja                          |                                                                   |
| 2025-     | Steffen Kielstrup & Johnny Mølby    |                                                                   |

## Titler
Vejle Boldklubs første trofæ var det jyske fodboldmesterskab i B-rækken, vundet i 1907. I 1958 vandt klubben både sin første ligatitel og sin første landspokal. Vejle Boldklub vandt flest trofæer i 1970'erne; tre ligatitler og tre landspokaler. Klubben har sammen med Brøndby en delt tredjeplads over flest sejre af Landspokalen (6).
Den seneste titel kom i hus i 2018, med 1. division 2017-18-titlen, hvilket også resulterede i klubbens seneste oprykning til landets bedste række.

### Danske mesterskaber
- 1.division (indtil 1991) og Superliga: 5
  - 1957-58, 1970-1971, 1971-72, 1977-78 og 1983-84
- 2. division (indtil 1991) og 1. division: 3
  - 2005-06, 2007-08 og 2017-18

### Pokalturneringen
- Landspokalen: 6
  - 1958, 1959, 1972, 1975, 1977 og 1981

The Double
- The Double (mesterskabet og pokaltitlen): 2
  - 1958 og 1972